# Marcelo Sánchez Sorondo (político)
Marcelo Sánchez Sorondo (17 de septiembre de 1912 - 23 de junio de 2012) fue un analista político, abogado, editor, periodista y dirigente justicialista argentino. Figura emblemática del nacionalismo católico argentino, era hijo del senador nacional y Ministro del Interior durante la presidencia de facto de José Félix Uriburu, Matías Sánchez Sorondo, y de Micaela Costa y Paz..

## Biografía
Hijo del político Matías Sánchez Sorondo y nieto del gobernador de Buenos Aires entre 1890 y 1893 Julio Costa, realizó sus estudios secundarios en el Colegio del Salvador, perteneciente a la Compañía de Jesús, y estudió derecho en la Universidad de Buenos Aires. Asistió a los  Cursos de Cultura Católica de Tomás Casares donde adhirió al pensamiento católico más ortodoxo. Desde joven se vio fuertemente influenciado por el pensamiento de Charles Maurras y Maurice Barres. Fue un gran admirador de Benito Mussolini. Más adelante, fue corresponsal de La Nación en España durante las postrimerías de la Guerra Civil Española. Esta experiencia le valió para autodefinirse como un gran partidario de Francisco Franco, a quien denominaba "el mejor gobernante que tuvo España desde el reinado de Carlos III".
Desde 1940, y durante todo el gobierno de Perón, dirigió el semanario "Nueva Política". En el mismo reivindicaba la justicia social, las fuerzas armadas y la Argentina como nación católica, mientras disparaba en contra del liberalismo, el comunismo, el cosmopolitismo y la inmigración judía. Como la mayoría de los conservadores nacionalistas católicos apoyó la Revolución de 1943 y fue en ese período en que conoció al entonces Coronel Perón yendo a verlo a la Secretaría de Guerra. Posteriormente, cuando este fue Presidente lo apoyó durante el principio de su primer mandato y firmó como profesor de derecho constitucional un dictamen favorable al proyecto de reforma constitucional de 1949. Luego, con el alejamiento de Perón de la Iglesia, y al igual que la mayoría de los intelectuales católicos y que su padre, Matías Sánchez Sorondo, se convirtió en un fuerte crítico al gobierno, actitud que se exacerbó tras la quema de iglesias por el peronismo en el año 1955. En ese momento llegó a padecer prisión política por defender la  Catedral de Buenos Aires de los militantes de la Alianza Popular Nacionalista (en su momento de total identificación con el peronismo tras la toma del poder por parte de Guillermo Patricio Kelly) que pretendían quemarla. También en 1955 se incorpora como tercer socio al estudio jurídico de los Dres Jorge P. Ramos Mejía y Francisco Uriburu Quintana en el barrio de Retiro de la ciudad de Buenos Aires donde ejercerá el derecho y el periodismo hasta 1970.
Tras la Revolución Libertadora fue puesto en libertad y durante un breve lapso de tiempo colaboró con el gobierno de Eduardo Lonardi. Pero al ser destituido este y reemplazado por Pedro Eugenio Aramburu, se alejó para tomar, nuevamente, una postura crítica, que se cristalizó en una nueva publicación: «Azul y Blanco», que a lo largo de su trayectoria editorial daría expresión a autores de distintas ramas del nacionalismo, como Mario Amadeo, Ricardo Curutchet, Mariano Montemayor, Máximo Etchecopar, Juan Carlos Goyeneche, Ignacio Anzoátegui, Juan Manuel Palacio, Luis Alberto Murray, Jorge Koremblit, Leonardo Castellani, Julio Irazusta, José María Rosa, Arturo Jauretche, Santiago de Estrada, Luis Alem Lascano y Leopoldo Marechal. La experiencia duraría más de diez años hasta ser clausurada por la dictadura de Onganía, tras el alejamiento de Sánchez Sorondo de la misma. El eje de las críticas a Aramburu estaba en la crítica a la legalidad de la Revolución Libertadora que, como jurista, había realizado su padre, Matías Sánchez Sorondo. La publicación consideraba que Aramburu estaba ejecutando políticas liberales que no gozaban de consenso mayoritario y, por lo tanto, eran ilegales e ilegítimas.
La ruptura definitiva entre "Azul y Blanco" y el gobierno de Aramburu se dio a partir de los fusilamientos de José León Suárez. Sánchez Sorondo criticó enfáticamente este hecho en "Azul y Blanco", calificándolo como una "represalia fuera de todo marco institucional - legal" que instauraba un "retorno al estado prelegal". Además de ello fue el editor de la primera versión del clásico libro (y obra pionera de la no-ficción) de Rodolfo Walsh Operación Masacre, que denunciaba los fusilamientos. El libro fue publicado en 1957 por la editorial de su propiedad Ediciones Sigla que era sostenida por el Dr Ramos Mejía, socio principal del Estudio, llevando además en la portada el subtítulo “Un proceso que no ha sido clausurado” y una pequeña impresión del célebre cuadro Los fusilamientos del tres de mayo de Goya.
Para la Convención Constituyente de 1957 desde «Azul y Blanco», y junto a otros miembros de la revista, crearon un partido político del mismo nombre, pero tras el fracaso electoral (apenas sacaron poco más de 2.500 votos), pasaron a apoyar la candidatura presidencial de Arturo Frondizi. No obstante, a muy poco tiempo de su asunción como presidente, la política petrolera del nuevo gobierno lo alejó de él y lo convirtió, otra vez, en opositor. Desde "Azul y Blanco" criticaron la interna militar entre "azules" y "colorados", en la que se mantuvieron imparciales y criticaron duramente a Frondizi, a su sucesor Guido y al general Toranzo Montero que pretendía politizar a la cúpula del ejército y prepararlo para una guerra revolucionaria. Esta labor opositora  le valdría al menos dos escisiones importantes de su núcleo de colaboradores más cercanos (cuando se aleja el grupo frondizista, liderado por Mario Amadeo y Mariano Montemayor y cuando se separa la rama más conservadora del nacionalismo de fines de los sesenta, lo que coincidió con el alejamiento de Ricardo Curutchet de la dirección), cinco clausuras por decreto presidencial (en 1960, 1961, 1963, 1967 y 1969) y varios meses de cárcel para Sánchez Sorondo en  los penales de Devoto, Caseros y la Escuela de Mecánica del Ejército.
Fue profesor de Derecho Constitucional en la Facultad de Derecho de la UBA, y rechazó sistemáticamente las embajadas que le ofrecieron. En noviembre de 1972 integró la “Comisión Argentina de Homenaje a Charles Maurras en el xx aniversario de su muerte”, junto a otros notorios intelectuales nacionalistas como Julio Irazusta, Alberto Falcionelli, Vicente Massot, Julio Meinvielle, Juan Carlos Goyeneche, Mario Amadeo, Carlos F. Ibarguren, Federico Ibarguren, Enrique Zuleta Puceiro, Enrique Zuleta Álvarez, Ernesto Palacio, Juan Manuel Palacio,  Fernando de Estrada,y Guillermo Zorraquín. 
Escribió también varios libros, entre los que se destacan «La revolución que anunciamos» sobre el golpe militar de 1943, «Teoría política del federalismo», «Libertades prestadas» y la vasta síntesis histórica «La Argentina por dentro» (1987). En los años 90 creó la revista «Fundación. Política y Letras» y en 2001, apareció su última obra: «Memorias. Conversaciones con Carlos Payá».
"Azul y Blanco" volvió a editarse en 1966 apoyando a la Revolución Argentina liderada por Juan Carlos Onganía, con un nuevo plantel, encabezado ahora por Ricardo Curutchet y por el  joven secretario privado de Sánchez Sorondo, Juan Manuel Abal Medina (procedente de la Guardia Revolucionaria Nacionalista). Al margen de este apoyo inicial, que fue diluyéndose con el paso del tiempo, desde "Azul y Blanco" se fundó una nueva fuerza política, el Movimiento de la Revolución Nacional (MRN), que adoptó un carácter más flexible y que selló, de este modo, el pasaje de un nacionalismo republicano conservador a un nacionalismo corporativista y revolucionario, capaz de aliarse con el peronismo y hasta con la izquierda en pos de un ideal de subvertir el orden político e institucional. Pese a haber sido un notorio opositor al gobierno de Aramburu, en esos años tuvo una relación fluida y amistosa con el expresidente. En agosto de 1969 Sánchez Sorondo junto al mencionado Juan Manuel Abal Medina y al hermano de este último, Fernando Abal Medina (también integrante del personal de Azul y Blanco) participaron en el intento nacionalista de adelantarse al golpe liberal que preparaban contra Onganía los generales Alejandro Lanusse y Pedro Aramburu. Grabó entonces Sánchez Sorondo con la voz de Fernando Abal Medina la proclama revolucionaria del general Labanca en el estudio de Ramos Mejía. La proclama fue una especie de antología de la revista Azul y Blanco.
A  partir de ese momento se desencadenaron toda una serie de cambios y reagrupamientos. El gobierno de Onganía clausuró Azul y Blanco.  En los siguientes meses, dos de los sindicados como conspiradores para el presunto golpe de Estado, Augusto Timoteo Vandor y el General Pedro Eugenio Aramburu fueron asesinados en complejos operativos militares atribuidos a incipientes grupos armados peronistas (Descamisados y Montoneros). Al mismo tiempo, varios de los exintegrantes de Azul y Blanco, entre ellos los hermanos Abal Medina, terminaron acercándose al peronismo, e incluso Fernando Abal Medina fue fundador de Montoneros. Algunos autores atribuyen el origen de este grupo -y especialmente el asesinato de Aramburu- a disputas internas de las Fuerzas Armadas:

El núcleo duro de Montoneros anidaba en el Ministerio del Interior de Onganía, a cargo del general Francisco Imaz, pero cuyo secretario de Interior (virtualmente un viceministro) era Darío Saráchaga, un miembro de la masonería a quienes los montoneros reportaban.

Pero esto último contrasta con el hecho de que todos los involucrados, hasta ese momento al menos, se consideraban conservadores nacionalistas católicos, y estaban enfrentados a los liberales y masones. Juan Manuel Abal Medina y su hermano menor Fernando llegaron al estudio Ramos Mejía a conocer al Dr Sánchez Sorondo recomendados por el RP Castellani, eran dos muchachos que activaban junto con sus otros hermanos en organizaciones católicas de los cuales Mario llegará a ser Presidente de la Acción Católica  y también hay que recordar que para ese entonces el excompañero de ellos del Colegio Nacional de Buenos Aires Mario Firmenich era nombrado Presidente de la Juventud Católica por Monseñor Caggiano y recién a partir de ese paso por organizaciones católicas, se fueron acercando al peronismo. 
El mismo Sánchez Sorondo transitaría el mismo camino hasta ser candidato a senador nacional en 1973.  En ese momento, al integrarse el Frejuli, el Dr Sánchez Sorondo lo hizo en representación de su partido (Movimiento de la Revolución Nacional) como también integraron ese frente por otros partidos los Dres. Mario Amadeo y Arturo Frondizi. Así fue candidato a senador nacional por la Capital (CABA), en elecciones donde fue derrotado por (un entonces joven) Fernando de la Rúa.
También fundó el Círculo del Plata, ateneo político que animó durante largos años.
Brindó sus últimas declaraciones públicas a los 92 años, para La Nación; en un extenso reportaje, dijo que «la política argentina conforma hoy un régimen de oligarquías partidarias que ha sustituido y corrompido a la genuina democracia», y que «no se advierte cómo el sistema democrático podría adquirir una genuina consistencia bajo el peso de esos factores deformantes» (Cuna de la Noticia/La Gaceta).
Falleció en la madrugada del sábado 23 de junio, en su casa, frente a la Plaza Vicente López, apenas tres meses antes de cumplir un siglo de vida, rodeado de su familia y amigos.